# رزمنجان
رزمنجان، روستایی از توابع رامجرد شهرستان مرودشت در استان فارس ایران است.

## جمعیت
رزمنجان در منطقه رامجرد دو قرار دارد و براساس سرشماری مرکز آمار ایران در سال ۱۳۸۵، جمعیت آن ۵۱۴ نفر (۱۲۹خانوار) بوده‌است.